# Antonov An-10
Antonov An-10 Ukraine (tên ký hiệu của NATO: "Cat") là một máy bay vận chuyển hành khách 4 động cơ. Nó bay lần đầu vào năm 1957. Đã có hơn 500 chiếc được chế tạo với các phiên bản. Máy bay này được phát triển đồng thời với một phiên bản chở hàng là Antonov An-12 (có hơn 1.200 chiếc được chế tạo). Các đặc điểm kỹ thuật giúp máy bay có thể hoạt động trong những sân bay không được chuẩn bị tốt.
An-10 có thể chở được 84 hành khách. Nó bắt đầu hoạt động vào năm 1959, phục vụ trong lộ trình tuyến đường từ Simferopol đến Moskva và Kiev
Sau một tai nạn, những đuôi thăng bằng ở đuôi bị loại bỏ và máy bay được đổi tên thành An-10A. Nó có khả năng chuyên chở 110 hành khách, và dài hơn An-10 là 2 m. Phiên bản này bắt đầu hoạt động vào năm 1960. An-10A chủ yếu hoạt động ở vùng cực bắc của Liên Xô. Không có một chiếc nào trong phiên bản An-10/An-10A được xuất khẩu.
Kiểu máy bay này rút khỏi hoạt động vào năm 1972 sau một tai nạn khác đã bộc lộ những yếu kém về cấu trúc gốc cánh. Cùng lúc này, chị em với nó là Antonov An-12 (chia sẻ tới 90% thành phần với An-10) tỏ ra rất linh hoạt và còn tiếp tục hoạt động trong nhiều quốc gia khác. Sau khi An-10 ngừng hoạt động, nó được thay thế bởi Ilyushin Il-18 và Antonov An-24 vào lúc đầu, và sau đó là Tupolev Tu-134.

## Quốc gia sử dụng
- Liên Xô: Aeroflot

## Thông số kỹ thuật (An-10)
Dữ liệu lấy từ Tayyareci.com

### Đặc điểm riêng
- Phi đoàn: 5
- Sức chứa:100-132 hành khách
- Chiều dài: 37 m (121 ft)
- Sải cánh: 38 m (125 ft)
- Chiều cao: 9.8 m (32 ft)
- Diện tích cánh: 120 m² (1.300 ft²)
- Trọng lượng rỗng: 30.500 kg (67.200 lb)
- Trọng lượng cất cánh: n/a
- Trọng lượng cất cánh tối đa: 55.000 kg (120.000 lb)
- Động cơ: 4× động cơ phản lực cánh quạt Ivchenko AI-20, 2.995 kW (4.015 hp) mỗi chiếc

### Hiệu suất bay
- Vận tốc cực đại: 725 km/h (390 knots, 450 mph)
- Vận tốc hành trình: 660 km/h (360 knots, 410 mph) trên độ cao 10.000 m (32.000 ft)
- Tầm bay:
  - Tối đa nhiên liệu: 4.000 km (2.200 nm, 2.500 mi)
  - Tối đa tải: 1.200 km (650 nm, 750 mi)
- Trần bay: 10.000 m (32.800 ft)
- Vận tốc lên cao: n/a
- Lực nâng của cánh: n/a
- Lực đẩy/trọng lượng: n/a

## Nội dung liên quan

### Máy bay có cùng sự phát triển
- Antonov An-12
- Kamov Ka-22

### Trình tự thiết kế
An-4 - 
An-6 - 
An-8 - 
An-10 - 
An-12 - 
An-13 - 
An-14